# Europese kampioenschappen squash
De Europese kampioenschappen squash zijn een door de European Squash Federation (ESF) georganiseerde kampioenschappen in het squash. De eerste editie vond plaats in 1990 in het Nederlande Rotterdam.

## Edities
| Jaar | Editie | Locatie                          |
| ---- | ------ | -------------------------------- |
| 1990 | 1      | Rotterdam (Nederland)            |
| 1992 | 2      | Rotterdam (Nederland)            |
| 1993 | 3      | Rijsel (Frankrijk)               |
|      |        |                                  |
| 2004 | 4      | Bratislava (Slowakije)           |
| 2005 | 5      | Praag (Tsjechië)                 |
| 2006 | 6      | Boedapest (Hongarije)            |
| 2007 | 7      | Royan (Frankrijk)                |
| 2008 | 8      | Bratislava (Slovakije)           |
| 2009 | 9      | Herentals (België)               |
| 2010 | 10     | Saarbrücken (Duitsland)          |
| 2011 | 11     | Warschau (Polen)                 |
| 2012 | 12     | Helsinki (Finland)               |
| 2013 | 13     | Herentals (België)               |
| 2014 | 14     | Valenciennes (Frankrijk)         |
| 2015 | 15     | Bratislava (Slovakije)           |
| 2016 | 16     | Praag (Tsjechië)                 |
| 2017 | 17     | Nottingham (Verenigd Koninkrijk) |
| 2018 | 18     | Graz (Oostenrijk)                |
| 2019 | 19     | Boekarest (Roemenië)             |
| 2020 |        | Praag (Tsjechië)                 |
| 2022 | 20     | Eindhoven (Nederland)            |